# Helmut Fröhlich

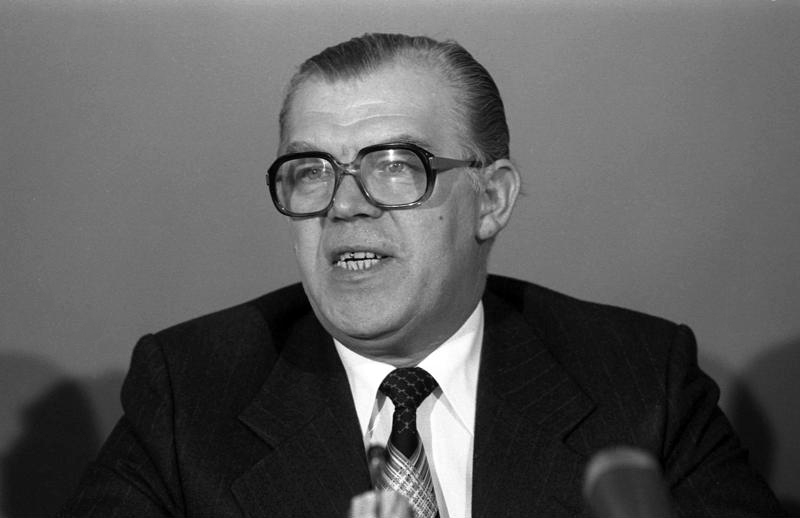
Helmut Fröhlich (1979)

Helmut Fröhlich (* 16. Juni 1929 in Großbrück, Kreis Breslau) ist ein deutscher Politiker (SPD).

## Biografie

### Ausbildung, Beruf und Familie
Fröhlich besuchte die Volksschule. Von 1943 bis 1945 absolvierte er eine Mechanikerlehre in Großbrück. 1947, nach seiner Entlassung aus der sowjetischen Kriegsgefangenschaft, machte er von 1947 bis 1950 eine zweite Ausbildung als Fernmeldemechaniker bei der Bundespost. Danach arbeitete er als Lehrlingsausbilder bei der Bundespost in Oldenburg. Von 1954 bis 1956 studierte er Politik in Hamburg an der Akademie für Gemeinwirtschaft und graduierte 1965 als Volkswirt. Von 1957 bis 1971 war er Sekretär der Deutschen Postgewerkschaft (DPG) in Bremen. 1971 wurde er Erster Vorsitzender der Bezirksverwaltung der DPG.
Fröhlich ist verheiratet mit der früheren (1984–1995) Bürgerschaftsabgeordneten Gisela Fröhlich (SPD).

### Politik
Fröhlich wurde 1953 Mitglied der SPD und war in der SPD Bremen in verschiedene Funktionen aktiv.
Von 1967 bis 1971 war er Abgeordneter der Bremischen Bürgerschaft. Er war Sprecher der Deputation für Inneres.
Von 1971 bis 1983 war er für drei Legislaturperioden im Senat von Bürgermeister Hans Koschnick (SPD) Innensenator von Bremen als Nachfolger von Franz Löbert (SPD). Auch als „Marktsenator“ war er beliebt. 1975 wurde er zudem Vorsitzender der Senatskommission für das Personalwesen (SKP). Am 10. November 1983 wurde Volker Kröning (SPD) sein Nachfolger. Bei einem Senatsempfang zum 80. Geburtstag würdigte Bürgermeister Jens Böhrnsen (SPD) seine Leistungen: „In Zeiten mit vielen Demonstrationen und heftigen gesellschaftlichen Auseinandersetzungen bewies er Stehvermögen. Er trat stets dafür ein, die Verantwortung für gesellschaftspolitische Konflikte nicht allein der Polizei aufzubürden, was ihm großes Ansehen bei der Gewerkschaft der Polizei verschaffte.“